# 第46回ロサンゼルス映画批評家協会賞
46th LAFCA Awards

2020年12月20日

作品賞： 

Small Axe
第46回ロサンゼルス映画批評家協会賞は、ロサンゼルス映画批評家協会が2020年の映画作品に贈る賞である。2020年12月20日に受賞者が発表された。

## 受賞一覧

### 作品賞
- 受賞：『Small Axe』
- 次点：『ノマドランド』

### 監督賞
- 受賞：クロエ・ジャオ - 『ノマドランド』
- 次点：スティーヴ・マックイーン - 『Small Axe』

### 主演男優賞
- 受賞：チャドウィック・ボーズマン - 『マ・レイニーのブラックボトム』
- 次点：リズ・アーメッド - 『サウンド・オブ・メタル 〜聞こえるということ〜』

### 主演女優賞
- 受賞：キャリー・マリガン - 『プロミシング・ヤング・ウーマン』
- 次点：ヴィオラ・デイヴィス - 『マ・レイニーのブラックボトム』

### 助演男優賞
- 受賞：グリン・ターマン - 『マ・レイニーのブラックボトム』
- 次点：ポール・レイシー - 『サウンド・オブ・メタル 〜聞こえるということ〜』

### 助演女優賞
- 受賞：ユン・ヨジョン - 『ミナリ』
- 次点：アマンダ・サイフリッド - 『Mank/マンク』

### 脚本賞
- 受賞：エメラルド・フェネル - 『プロミシング・ヤング・ウーマン』
- 次点：エリザ・ヒットマン - 『17歳の瞳に映る世界』

### アニメ映画賞
- 受賞：『ウルフウォーカー』
- 次点：『ソウルフル・ワールド』

### 非英語作品賞
- 受賞：『戦争と女の顔』  ロシア
- 次点：『マーティン・エデン』  イタリア、 フランス

### ドキュメンタリー映画賞
- 受賞：『タイム』
- 次点：『コレクティブ 国家の嘘』

### 編集賞
- 受賞：ヨルゴス・ランプリノス - 『ファーザー』
- 次点：ガブリエル・ローズ - 『タイム』

### 撮影賞
- 受賞：シャビアー・カークナー  - 『Small Axe』
- 次点：ジョシュア・ジェームズ・リチャーズ - 『ノマドランド』

### 音楽賞
- 受賞：トレント・レズナー、アッティカス・ロス、ジョン・バティスト - 『ソウルフル・ワールド』
- 次点：ミカ・レヴィ - 『Lovers Rock』

### 美術賞
- 受賞：ドナルド・グレアム・バート - 『Mank/マンク』
- 次点：セルゲイ・イヴァノフ - 『戦争と女の顔』

### 新人賞
- 受賞：ラダ・ブランク - 『40歳の解釈: ラダの場合』

### 功労賞
- 侯孝賢、ハリー・ベラフォンテ

### ダグラス・エドワード実験/自主映画賞
- 『Her Socialist Smile』